# ألفرد لوميس
ألفرد لوميس (بالإنجليزية: Alfred Loomis)‏ هو متسابق يخت أمريكي، ولد في 15 أبريل 1913 في مقاطعة أورانج في الولايات المتحدة، وتوفي في 7 سبتمبر 1994 في نيويورك في الولايات المتحدة.

## وصلات خارجية
- ألفرد لوميس على موقع الاتحاد الدولي للملاحة الشراعية (موقع جديد) (الإنجليزية)
- ألفرد لوميس على موقع الاتحاد الدولي للملاحة الشراعية (موقع قديم) (الإنجليزية)
- ألفرد لوميس على موقع اللجنة الأولمبية الدولية (الإنجليزية)
- ألفرد لوميس على موقع أوليمبيديا (الإنجليزية)